# Антонов, Вадим Геннадьевич
Антонов, Вадим Геннадьевич (25 мая 1965) — советский, российский и американский инженер-программист и предприниматель. Сооснователь советских интернет-провайдеров «Демос» и «Релком», участник разработки операционной системы ДЕМОС. Известен своей работой над операционными системами, магистральными сетями Интернета, аппаратным обеспечением сетевых маршрутизаторов, компьютерной безопасностью и хранилищами данных. Также он стал одним из организаторов гражданского сопротивления попытке советского государственного переворота 1991 года, примечательной использованием Интернета для трансляции на Запад новостей из Москвы.

## Эпизоды биографии
В 1982 году программист Вадим Антонов был изгнан из лаборатории ВМиК МГУ за хакерство — в поисках новой работы он устроился в Институт повышения квалификации (ИПК) Минавтопрома и занялся русификацией имевшихся там частей UNIX. Этой работой он увлёк других сотрудников, в том числе заведующего кафедрой прикладной математики и вычислительной техники ИПК Михаила Изгияевича Давидова. Команда ИПК затем объединилась с командой КИАЭ, их совместная разработка ДЕМОС затем получила премию Совмина СССР, а созданная ими сеть «Релком» стала первой массовой компьютерной сетью в СССР. Она была совместима с мировым Интернетом (в то время — Юзнетом), к которому подключилась в 1990 году (через EUnet), для чего тогда же был создан глобальный домен верхнего уровня .su (Soviet Union). Именно Вадим Антонов был тем человеком, который зарегистрировал .su в базе данных регистратора InterNIC с советской стороны. Это происходило при помощи финского Университета Хельсинки, с финской стороны регистрацию производил Петри Ойала.

## Попытка советского государственного переворота
Во время попытки государственного переворота в Советском Союзе (ГКЧП) в 1991 году Вадим Антонов и его коллеги из Релком использовали свои сетевые ресурсы для сбора и распространения независимой информации о текущей ситуации в стране, тем самым подорвав цензуру в СМИ, установленную заговорщиками. Как сооснователь Релком, Вадим Антонов был хорошо известен пользователям сети, что дало ему авторитет, необходимый для модерации потока оперативных сводок во время кризиса; он анонимизировал отчеты, чтобы защитить источники на случай, если переворот увенчается успехом. В интервью PBS г-н Антонов объяснил, что предоставление альтернативы официальному нарративу было необходимо, чтобы воспрепятствовать тому, чтобы региональные чиновники присоединились к лидерам переворота.